# خوسيه مانويل سانتيستيبان
خوسيه مانويل سانتيستيبان (بالإسبانية: José Manuel Santisteban González)‏ هو لاعب كرة قدم إسباني في مركز حراسة المرمى، ولد في 27 سبتمبر 1967 في باراكالدو في إسبانيا. لعب مع ريكرياتيفو.